# Karłowice Małe
Karłowice Małe (deutsch Klein Carlowitz, 1936–1945 Klein Karlshöh) ist ein Dorf der Stadt- und Landgemeinde Kamiennik im Powiat Nyski in der Woiwodschaft Opole in Polen.

## Geographie
Das Straßendorf Karłowice Małe liegt im Südwesten der historischen Region Oberschlesien, etwa fünf Kilometer südöstlich des Gemeindesitzes Kamiennik, 15 Kilometer nordwestlich der Kreisstadt Nysa und 65 Kilometer südwestlich der Woiwodschaftshauptstadt Opole.
Karłowice Małe liegt in der Schlesischen Tiefebene polnisch Nizina Śląska innerhalb der Grottkauer Ebene polnisch Równina Grodkowska an der stillgelegten Bahnstrecke Otmuchów–Przeworno.
Nachbarorte sind im Nordwesten Zurzyce (Zauritz), im Nordosten Kłodobok (Klodebach), im Osten Karłowice Wielkie (Groß Carlowitz) und im Südwesten Ogonów  (Ogen).

## Geschichte

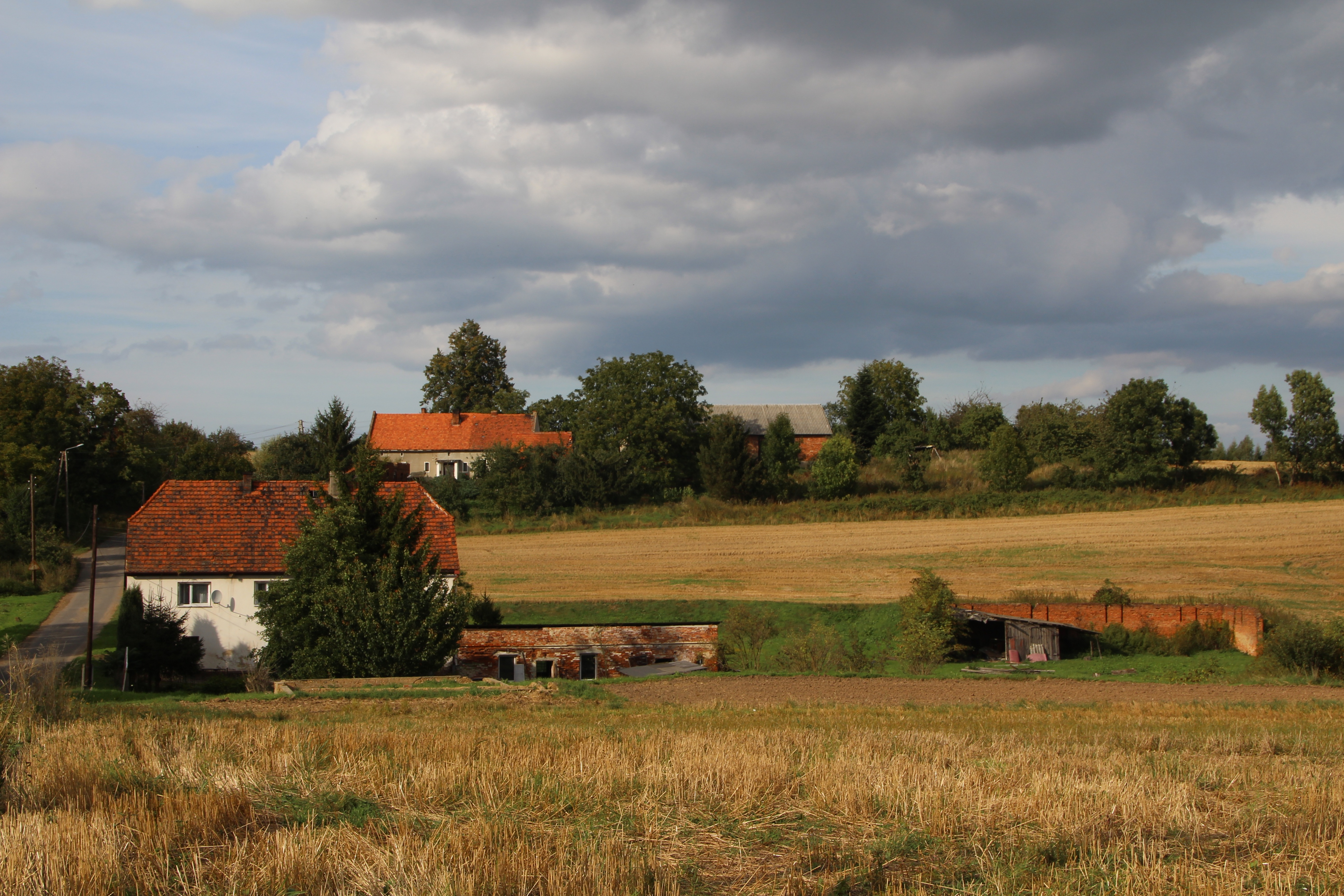
Dorfansicht

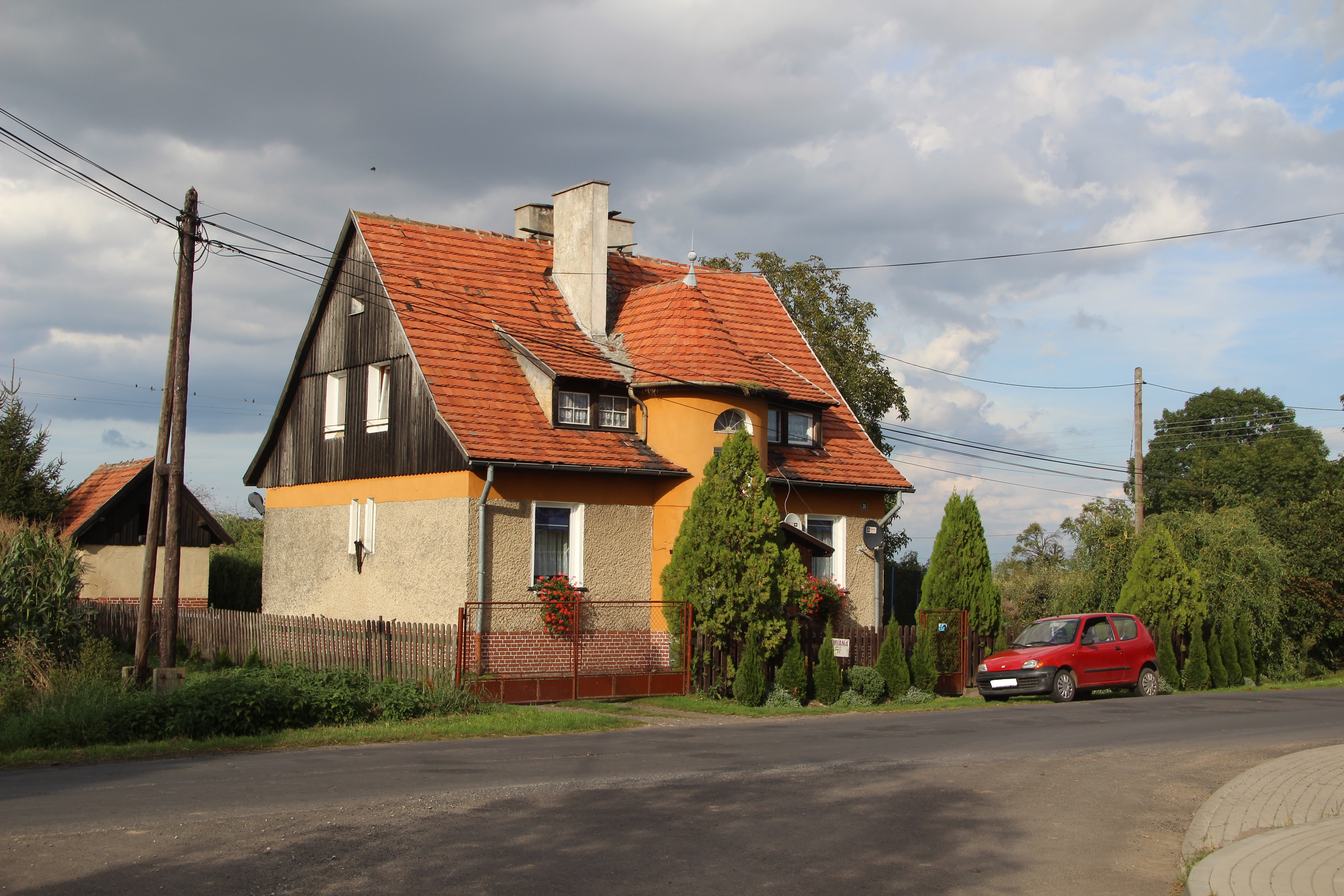
Ehemalige Bahnmeisterei

Im Liber fundationis episcopatus Vratislaviensis aus den Jahren 1295–1305 wird der Ort erstmals als „Carlovitz parvum“ erwähnt. Für das Jahr 1359 ist die Ortsbezeichnung Karlowicz parvum überliefert.
Nach dem Ersten Schlesischen Krieg 1742 fiel Klein Carlowitz mit dem größten Teil Schlesiens an Preußen.
Nach der Neuorganisation der Provinz Schlesien gehörte die Landgemeinde Klein Carlowitz ab 1816 zum Landkreis Grottkau im Regierungsbezirk Oppeln. 1845 bestanden im Dorf ein Schloss, ein Vorwerk, eine Schankwirtschaft sowie 23 weitere Häuser. Die Anzahl der Einwohner betrug 150, davon drei evangelisch. 1855 lebten 184 Menschen in Klein Carlowitz. 1865 bestanden im Ort 13 Gärtner-, fünf Häuslerstellen und sechs Einlieger. Eingeschult und eingepfarrt waren die Bewohner nach Groß Carlowitz. 1874 wurde der Amtsbezirk Zedlitz gegründet, welcher aus den Landgemeinden Graschwitz, Klein Carlowitz, Ogen, Reisendorf, Reisewitz und Zedlitz sowie den Gutsbezirke Klein Carlowitz, Reisendorf, Reisewitz und Zedlitz bestand. 1885 zählte Klein Carlowitz 124 Einwohner.
1933 lebten in Klein Carlowitz 254 Menschen. Am 22. Juli 1936 wurde der Ort im Zuge einer Welle von Ortsumbenennungen der NS-Zeit in Klein Karlshöh umbenannt. 1939 zählte Klein Karlshöh 253 Einwohner. Bis Kriegsende 1945 gehörte der Ort zum Landkreis Grottkau.
Als Folge des Zweiten Weltkriegs fiel Klein Karlshöh 1945 wie der größte Teil Schlesiens unter polnische Verwaltung. Nachfolgend wurde es in Karłowice Małe umbenannt und der Woiwodschaft Schlesien angeschlossen. Die deutsche Bevölkerung wurde weitgehend vertrieben. 1950 wurde Karłowice Małe der Woiwodschaft Oppeln eingegliedert. 1999 kam der Ort zum wiedergegründeten Powiat Nyski.

## Sehenswürdigkeiten
- Das Schloss Klein Carlowitz wurde Ende des 18. Jahrhunderts im klassizistischen Stil erbaut. Nach dem Zweiten Weltkrieg verfiel das Gebäude. Heute bestehen nur noch die Außenmauern des Gebäudes.[8] Das Gebäude steht seit 1965 unter Denkmalschutz.[9]
- Im Dorf bestehen insgesamt drei Bahnviadukte.
- Wohngebäude der ehemaligen Bahnmeisterei
- Wegkapelle mit Marienstatue
- Steinerne Wegkapelle
- Dorfteich